# Raúl Gormaz Molina
Raúl Eduardo Gormaz Molina (19 de septiembre de 1914-Santiago, 21 de abril de 1980) fue un abogado y político, militante del Partido Demócrata Cristiano chileno.

## Primeros años de vida
Nació en 1914, siendo hijo de Raúl Gormaz y de Marina Molina. Estudió en el Colegio San Ignacio de Santiago y en la Pontificia Universidad Católica de Chile, donde egresó de abogado en 1938. 

### Matrimonios e hijos
Se casó en tres ocasiones, con Isabel Fuentes Reveco tuvieron una hija, Raquel. Luego se casó el 1° de mayo de 1939 con Wilda Yolanda Gajardo Parra y tuvieron una hija, Adriana. Y en un tercer matrimonio, el 8 de septiembre de 1946, con María Olga Muñoz Urzúa y tuvieron dos hijos: Ivonne y Raúl.

### Actividades Públicas
Ejerció libremente la profesión como abogado de empresas bancarias e ingresó al Colegio de Abogados de Chile.
- Abogado del Ministerio de Relaciones Exteriores (1942-1946).
- Alcalde de Curicó entre 1953-1956.
- Militante del Partido Nacional desde 1956.
- Diputado por Curicó y Mataquito (1957-1961); integró la comisión permanente de Minería e Industrias, de Gobierno Interior, y de Agricultura y Colonización.
- Se incorporó al Partido Demócrata Cristiano en 1961.
- Diputado por Curicó y Mataquito (1961-1965); integró la comisión permanente de Gobierno Interior, de Educación Pública y de Trabajo y Legislación Social.
- Delegado de Chile a la Junta de Comercio y Desarrollo de las Naciones Unidas, celebrada en Nueva York (1965).
- Senador por Curicó, Talca, Linares y Maule (1965-1973); figuró en la comisión permanente de Policía Interior y de Economía y Comercio.
- Consejero del Banco del Estado (1967).
- Delegado de Chile al Comité de Descolonización de las Naciones Unidas, celebrado en Nueva York (1967).

Entre las mociones promovidas por Raúl Gormaz en la Cámara de Diputados y el Senado, que se convirtieron en Ley de la República, están:
- Ley N.° 13.378, sobre cesión predio fiscal para la construcción del retén de Carabineros en provincia de Curicó.
- Ley N.° 16.334, relativo a nueva denominación "Teniente Dagoberto Godoy", a plaza "Pedro León Gallo" de Temuco.
- Ley N.° 17.262, sobre autorización a la Municipalidad de Talca, para la adquisición del Matadero Frigorífico de Maule.

Tras el Golpe de estado del 11 de septiembre de 1973 apoyó al nuevo régimen y fue parte de la "Comisión Ortúzar" en sus primeros años, para la redacción de la nueva Constitución. Falleció en abril de 1980, a los 66 años de edad.

## Historial electoral

### Elecciones parlamentarias de 1965
- Elecciones parlamentarias de 1965 a Senador por la 6° Agrupación Provincial de Curicó, Talca, Maule y Linares Período 1965-1973 (Fuente: Dirección del Registro Electoral, Domingo 7 de marzo de 1965)